# Panopeus boekei
Panopeus boekei is een krabbensoort uit de familie van de Panopeidae. De wetenschappelijke naam van de soort is voor het eerst geldig gepubliceerd in 1915 door Rathbun.